# Waschhaus (Saint-Pierrevillers)

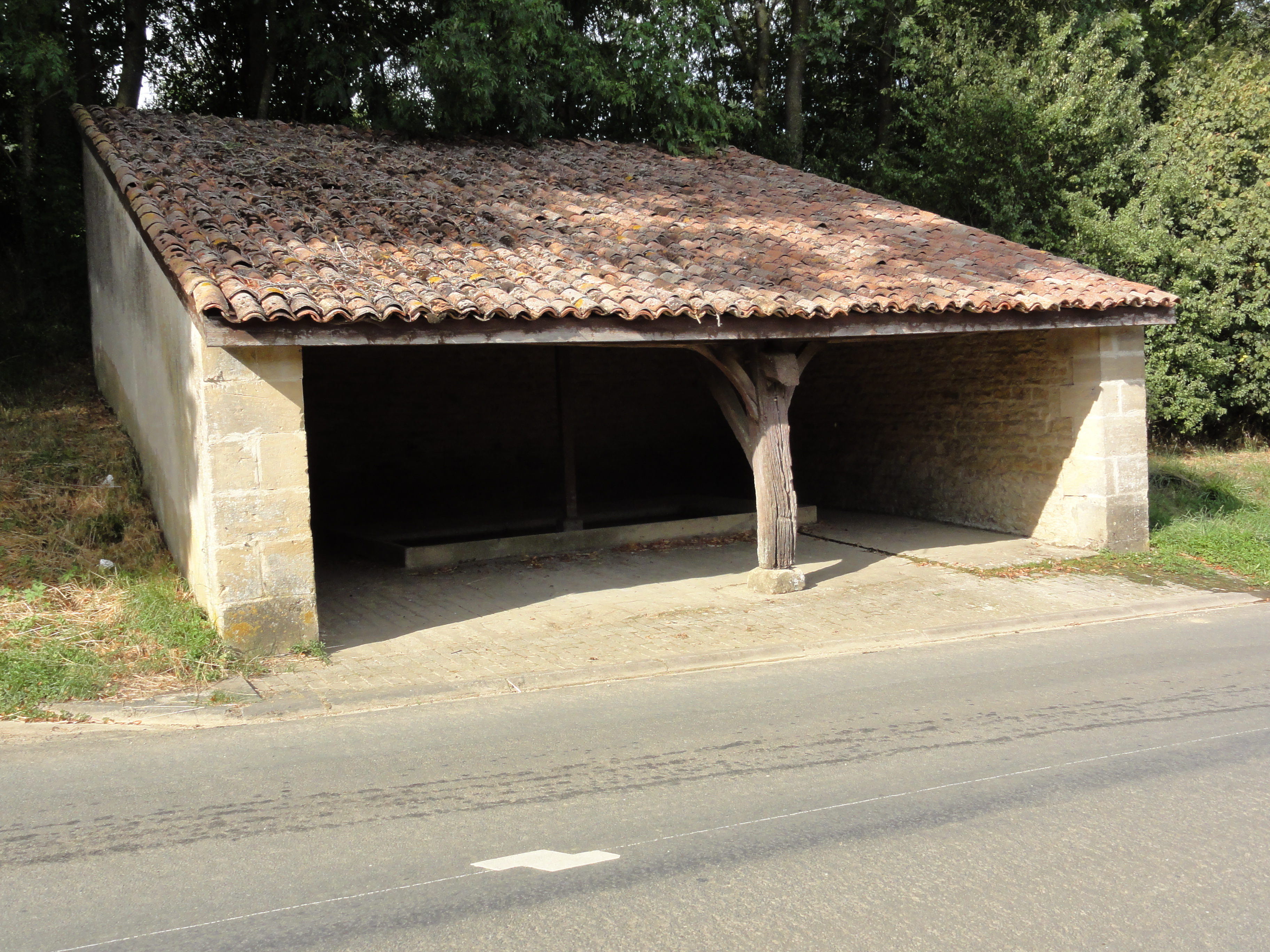
Waschhaus in Saint-Pierrevillers

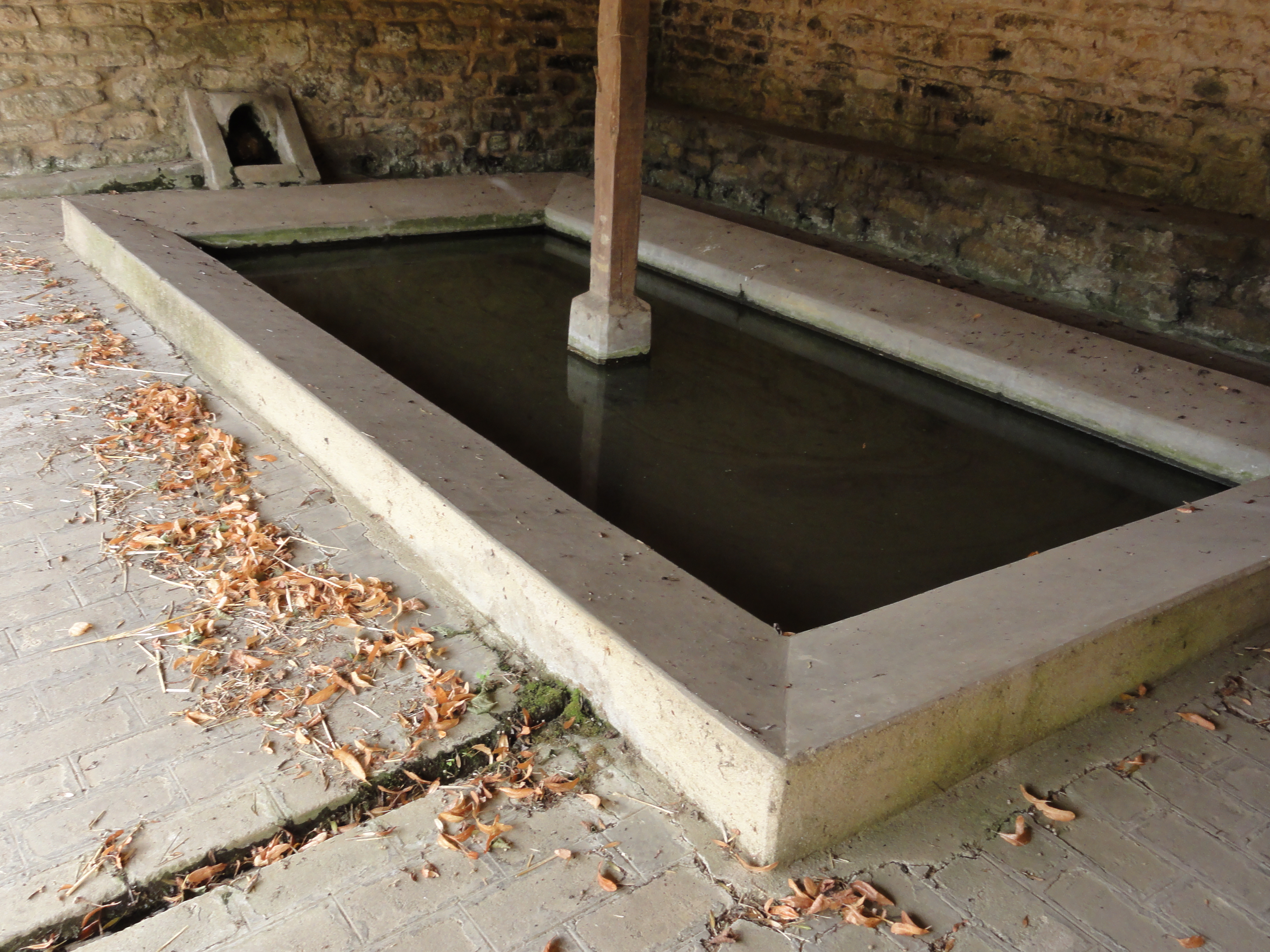
Wasserbecken

Das Waschhaus (französisch lavoir) in Saint-Pierrevillers, einer französischen Gemeinde im Département Meuse in der Region Grand Est, wurde im 19. Jahrhundert errichtet. 
Das öffentliche Waschhaus aus Sandsteinmauerwerk mit Pultdach, das von einem Bach mit Wasser versorgt wird, besitzt nur ein Becken. Die Wäscherinnen waren bei der Arbeit nicht vor dem Wind geschützt.